# Hippohyus
L'ippoio (gen. Hippohyus) è un mammifero artiodattilo estinto, appartenente ai suidi. Visse tra il Miocene superiore e il Pliocene (circa 5,5–2,5 milioni di anni fa) e i suoi resti fossili sono stati ritrovati in India e in Pakistan.

## Descrizione
Questo animale, simile a un cinghiale, era di grosse dimensioni e poteva eguagliare la taglia di un cinghiale europeo (Sus scrofa). I molari erano a corona alta (ipsodonti), dallo smalto rugoso, e i premolari posteriori allargati e corti. Il cranio aveva una struttura primitiva, con fronte piatta, ossa nasali ingrandite, una cavità orbitale relativamente centrale e un'arcata zigomatica piuttosto robusta, con la radice jugale che prende origine all'altezza del quarto premolare.
La caratteristica dentaria più insolita di Hippohyus era data dalla straordinaria piegatura dei coni e dei conuli, che determina sulle superfici d'usura un labirinto complicato, a causa dello sviluppo delle pieghe in profondità. Il nome generico mette in risalto il tipo di usura dentaria, che richiama quello degli ippopotami.

## Classificazione
I primi resti di questo animale vennero ritrovati in terreni pliocenici dell'India e vennero descritti da Falconer e Cautley nel 1847 come Hippohyus sivalensis. Al genere Hippohyus venne attribuita anche la specie H. deterrai, ritrovata in India e in Pakistan.
Hippohyus rappresenta una forma di suidi piuttosto particolare, tanto da essere classificata in una sottofamiglia a sé stante (Hippohyinae), comprendente alcune forme dai molari particolarmente ipsodonti e dalle caratteristiche pieghe di smalto nei molari. 